# Inmortal (álbum de Lándevir)
Inmortal es el tercer disco de la banda alicantina Lándevir, el cual también es un disco temático. En este disco la banda narra la historia de un vampiro oriundo del siglo XVI llamado Víctor, el cual pierde a su amada Alba mientras él combatía en Irlanda, encontrándose con su reencarnación en nuestro siglo. En materia de composición musical, este disco no se aleja de las raíces folk y celtas del grupo, no obstante agregándole melodías más oscuras (evidente en la canción Palabras de Cristal) y ritmos más progresivos que en anteriores discos. Es de destacar la aparición de Narci Lara y Miguel Ángel Franco de Saurom en dos canciones del disco.

## Lista de canciones
- 1. Deuda Eterna 07:49
- 2. Viaje Sin Retorno 06:14
- 3. Esclavos De Una Ilusión 04:46
- 4. El Último Adiós 05:40
- 5. Luces Del Más Allá	06:18
- 6. Las Mil y Una Noches 05:08
- 7. Palabras De Cristal 06:13
- 8. Oscuro Amanecer 05:23
- 9. Tú Serás La Luz 05:03
- 10. Alba 06:37
- 11. El Sueño Se Hará Realidad	10:28

## Intérpretes
- Francisco Gonzávez Esteve: Voz y guitarra
- José María Jerez: Guitarra solista
- José Francisco Amat: Batería
- Javi Amat: Bajo
- Carlos Juan: Violín
- Pablo Guerra: Flauta

### Colaboraciones
- Cristina Sánchez: Voz en "El Último Adiós", "Oscuro Amanecer" y "El Sueño se Hará Realidad"
- Miguel Ángel Franco (Saurom): Coros en "Luces del Más Allá", voz y coros en "Las Mil y Una Noches"
- Narci Lara (Saurom): Coros en "Luces del Más Allá" y "Las Mil y Una Noches"

- Datos: Q5916704